# Jacques de Révigny
Jacques de Révigny (en latin Jacobus de Ravanis), né vers 1230/35 probablement à Revigny-sur-Ornain, mort en 1296 à Ferentino, est un homme d'Église et juriste du XIIIe siècle, professeur de droit romain à Orléans, créateur de l'école dite des « postglossateurs », évêque de Verdun de 1290 à 1296.

## Biographie

### Formation
Après des études d'arts libéraux peut-être à Paris, il arriva à Orléans pour faire son droit entre 1255 et 1260 et fut l'élève de Jean de Monchy (Johannes de Monciaco), de Simon de Paris, de Guido de Cumis, de Guichard de Langres. L'école de droit d'Orléans avait été constituée depuis les années 1230, notamment par des juristes en provenance de Bologne. 

### Juriste réputé
La réputation de Jacques de Révigny fut établie par un épisode intervenu vers 1260 : au cours d'une dispute avec François Accurse, venu donner une leçon à Orléans, il triompha et réduisit le maître bolonais au silence. Au cours de son professorat, qui dura de 1263 aux alentours de 1280, il fut le maître de tous les grands juristes de la génération suivante : Jacques de Boulogne, Pierre de La Chapelle-Taillefert, Raoul d'Harcourt (lui-même maître de Pierre de Belleperche), Gui de la Charité. Dans ses textes, il évoque une activité d'avocat qu'il avait à côté de son enseignement.

### Évêque
Il était archidiacre du diocèse de Toul quand il fut nommé évêque de Verdun (consacré le 13 mars 1290). Le chapitre des chanoines avait élu un autre candidat, ce qui occasionna un conflit qui dura pendant tout son épiscopat. Il mourut en Italie en allant soumettre la dispute au pape.

## Œuvre
Comme juriste, Jacques de Révigny fut un critique du droit coutumier en vigueur dans les provinces du nord de la France et un tenant du droit romain, importé à l'époque de la prestigieuse Université de Bologne. Avec Pierre de Belleperche, il fut l'un des principaux commentateurs français du Corpus juris civilis. Son brillant enseignement apporta un renouveau méthodologique qui fut dans l'histoire du droit médiéval le passage de relais entre les glossateurs de Bologne et les postglossateurs d'Orléans. Il fut oublié aux époques suivantes, ses œuvres étant imprimées au XVIe siècle sous les noms de Pierre de Belleperche et de Bartole.
Son legs principal consiste dans ses près de 150 Répétitions portant sur l'ensemble du Corpus juris civilis. La repetitio est le genre nouveau d'enseignement dans lequel s'exprime son apport (esprit de synthèse, approfondissement) à l'enseignement du droit. On lui attribue aussi le premier dictionnaire de la langue juridique (Dictionarium juris).

## Éditions
- Jacobus de Ravanis, Lectura super Codice, Paris 1519, réimpr. Bologne 1967 et Francfort-sur-le-Main 1968 (autrefois faussement attribué à Pierre de Belleperche).
- Jacobus de Ravanis, Lectura Institutionum, Lyon 1536, réimpr. Bologne 1972 (attribué à Pierre de Belleperche).
- Jacques de Révigny, Summa feudorum, Milan, Giuffrè, 1959.

### Articles liés
- Liste des évêques de Verdun
- Diocèse de Verdun